# Lewamizol
Lewamizol (łac. levamisolum) – wielofunkcyjny organiczny związek chemiczny pochodzenia syntetycznego, inhibitor fosfatazy alkalicznej. Stosowany jest jako ogólnoustrojowy lek przeciwrobaczy zarówno u ludzi, jak i zwierząt, a także w leczeniu adiuwantowym raka jelita grubego, immunomodulator oraz jako substancja fałszująca kokainę.
Lewamizol jest inhibitorem fosfatazy alkalicznej w tkankach. Działa jako immunomodulator przez stymulację produkcji przeciwciał oraz stymulację odpowiedzi, aktywacji oraz proliferacji limfocytów T. U nicieni jest agonistą receptorów nikotynowych i powoduje spastyczne porażenie mięśni.

## Zastosowanie
Lewamizol wykorzystywany jest w leczeniu:
- inwazji pasożytniczych wywołanych przez nicienie u zwierząt i ludzi[6][7];
- reumatoidalnego zapalenia stawów[7];
- zespołu nerczycowego[7];
- adiuwantowego po chirurgicznej resekcji raka jelita grubego w stadium C według Dukesa, w połączeniu z 5-florouracylem[8].

Znajduje się na wzorcowej liście podstawowych leków Światowej Organizacji Zdrowia (WHO Model Lists of Essential Medicines, 2015). Nie jest dopuszczony do obrotu w Polsce (2018). 
W Stanach Zjednoczonych lewamizol jest stosowany jako substancja fałszująca jakość kokainy, jednocześnie jako wypełniacz naśladujący kokainę wyglądem oraz substancja wzmacniająca jej działanie.

## Działania niepożądane
Najpoważniejszym działaniem ubocznym lewamizolu jest agranulocytoza, która występuje u 0,08–5% pacjentów leczonych dawkami 5–200 mg oraz układowe zapalenia naczyń. Pozostałymi działaniami ubocznymi są ból głowy, zaburzenia nastroju, drgawki, bezsenność, zaburzenia ze strony przewodu pokarmowego, zespół paragrypowy, zaburzenia smaku i węchu oraz bóle mięśni i stawów.